# Håkan Svenneling
Håkan Erik Matz Svenneling, född 17 september 1985 i Sollentuna, är en svensk politiker (vänsterpartist). Han är ordinarie riksdagsledamot sedan 2014, invald för Värmlands läns valkrets.
Svenneling har tidigare varit ledamot av kommunstyrelsen i Karlstads kommun och arbetat som landsbygdsutvecklare. Han invaldes i Sveriges riksdag 2014 och blev i samband med detta Vänsterpartiets landsbygdspolitiska talesperson. I mars 2015 valdes Svenneling till Nordiska rådets jämställdhetspolitiska talesperson. Han är motståndare till TTIP.